# 喬治亞鬼屋事件
《喬治亞鬼屋事件》（英語：The Haunting in Connecticut 2: Ghosts of Georgia）是一部2013年美國心理恐怖片，由Gold Circle Films出品，是《康乃狄克鬼屋事件》的精神续作。劇本由大衛·柯格謝爾編寫，湯姆·艾金斯擔任導演。本片2013年2月1日在有限的影院以及隨選視訊上映。

## 发行
本片2013年2月1日在美國有限上映，2013年在全球範圍內上映，2013年10月31日在英國全國上映。

## 反响
本片收到的評價大多是負面的，不过它的表現略好於其前作，根據爛番茄上的16條評論，該片的支持率為19%；Metacritic根據五篇評論，給影片打了25分（滿分100分），表示“普遍不利的評論”。